# Krajišnici
Krajišnici (Servisch cyrillisch Крајишници) is een plaats in de Servische gemeente Loznica. De plaats telt 1048 inwoners (2002).